# Đường hầm buôn lậu dải Gaza
Đường hầm buôn lậu dải Gaza là những đường đi được đào dưới Philadelphi Corridor, một dải đất hẹp, dài 14 km (8.699 miles), nằm dọc theo biên giới giữa dải Gaza và Ai Cập. Sau Hiệp ước hòa bình Ai Cập - Do Thái vào năm 1979 thành phố Rafah, nằm ở phía Nam dải Gaza, bị chia đôi bởi đoạn hành lang này. Một phân nửa thành phố thuộc Ai Cập, phân nửa kia nằm ở miền Nam của Gaza. Sau khi Do Thái rút quân khỏi Gaza vào năm 2005, Philadelphi Corridor được đặt dưới sự kiểm soát của nhà cầm quyền Palestine cho tới 2007. Khi Hamas giành được quyền lực vào năm 2007, Ai Cập và Do Thái đã đóng của biên giới với Gaza.
Vào năm 2009, Ai Cập bắt đầu xây một bức tường chắn dưới mặt đất để chận các đường hầm hiện có và làm cho việc tạo ra những đường hầm mới trở nên khó khăn hơn. Vào năm 2011, Ai Cập nới lỏng những hạn chế tại biên giới của họ với dải Gaza, cho phép người dân Palestine được qua lại tự do.
Năm 2013-2014, Quân đội của Ai Cập đã phá hủy rất nhiều đường hầm mà được dùng để buôn lậu thực phẩm, vũ khí và các hàng hóa khác vào Gaza.. Ngày 27 tháng 7 họ tuyên bố đã phá hủy thêm 13 đường, dâng tổng số lên tới 
1.639 đường. Chính quyền Ai Cập buộc tội Hamas đã dính líu tới các vụ bạo động bằng vũ khí gần đây tại Ai Cập.
Kể từ khi Israel đổ quân vào Gaza vào ngày 13-7, sau khi Hamas phóng hàng trăm hỏa tiễn sang Israel, họ đã tìm thấy 31 đường hầm từ Gaza vào Israel và phá hủy 15 đường hầm như thế, theo lời một người phát ngôn quân đội Israel.